# Lee Chang-hoon
Lee Chang-hoon (kor. 이창훈) (* 21. März 1935 im Landkreis Seongju, Gyeongsangbuk-do; † 13. Januar 2004) war ein südkoreanischer Marathonläufer und Olympiateilnehmer.

## Sportliche Laufbahn
Im Jahr 1956 wurde er bei den Olympischen Spielen in Melbourne Vierter in 2:28:45 h, und 1958 siegte er bei den Asienspielen in Tokio in 2:32:55 h.
Am 28. September 1959 siegte er bei einem Marathon in Seoul mit seiner persönlichen Bestzeit von 2:24:07 h. Bei den Olympischen Spielen 1960 in Rom kam er in 2:25:03 h auf den 20. Platz. 1964 gewann er den Seoul International Marathon in 2:27:14 h.